# 롱슈
롱슈(榮壽, 1854년 2월 28일 ~ 1924년 12월 24일)는 청나라의 황족이다. 혁흔의 장녀이이며 서태후의 수양딸이다. 남편 부찰 지단과는 슬하에 자녀를 두지 못한 채 사별하였다. 1911년에 만성 소갈증을 앓기 시작하고 1924년 향년 70세로 훙서(薨逝)하였다.

## 가족 관계
- 수양부 : 함풍제
- 수양모 : 서태후 엽혁나랍씨
  - 사촌/양형제 : 동치제
- 친부 : 공충친왕
- 친모 : 적복진 과이가씨
  - 남편 : 부찰 지단